# La Garganta
La Garganta est une commune de la province de Cáceres dans la communauté autonome d'Estrémadure en Espagne.

## Culture et patrimoine
Sur la commune se trouve El Lobo, le musée du loup ibérique (Canis lupus signatus) qui est l'un des trois musées en Espagne consacrés à cet animal avec celui des Asturies et celui de la province de Zamora en Castille-et-Léon.